# Pingstkyrkan, Kungsbacka
Pingstkyrkan Kungsbacka, tidigare Kungsbacka Pingst, är en frikyrka i Kungsbacka. 1982 bildades församlingen Smyrnakyrkan i Kungsbacka som en filial till Smyrnakyrkan i Göteborg. Kyrkobyggnaden där den står idag byggdes 1985. År 2001 slogs dåvarande Smyrnakyrkan i Kungsbacka ihop med församlingen Kristus för Kungsbacka och bildade Kungsbacka Pingst. På senare år kom namnet att ändras till Pingstkyrkan Kungsbacka.